# ミシェル・ド・モンテーニュ

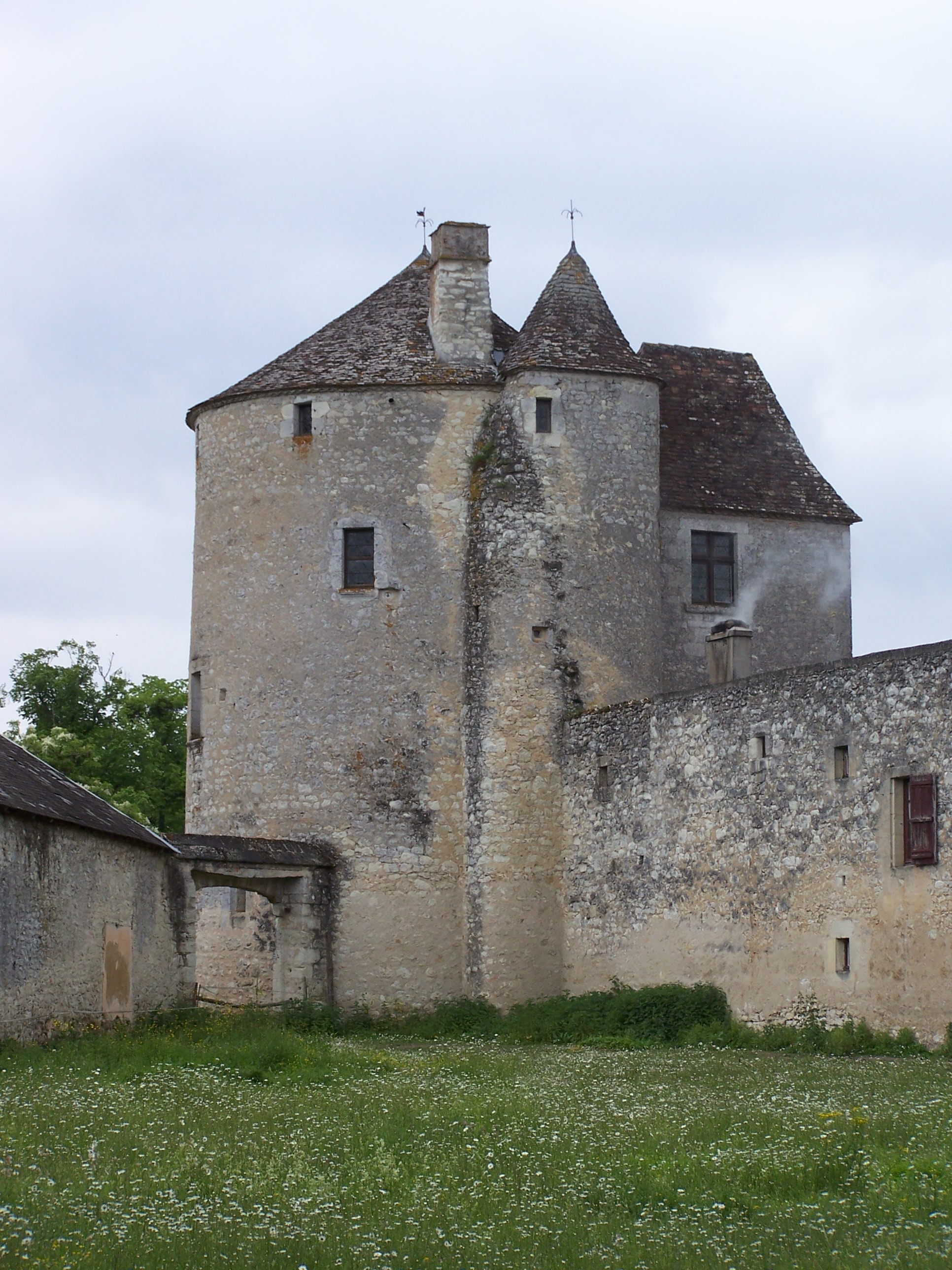
モンテーニュ城、2009年撮影

ミシェル・エケム・ド・モンテーニュ（Michel Eyquem de Montaigne [miʃɛl ekɛm də mɔ̃tɛɲ], 1533年2月28日 - 1592年9月13日）は、16世紀ルネサンス期のフランスを代表する哲学者。モラリスト、懐疑論者、人文主義者。現実の人間を洞察し人間の生き方を探求して綴り続けた主著『エセー』は、フランスのみならず、ヨーロッパの各国に影響を与えた。

## 略歴
ペリゴール地方の、ボルドーに近いモンテーニュ城で生まれた。実家は商業を営み富裕であった。父方の曾祖父ラモン・エイケムはモンテーニュの地を買取り、貴族に成り上がった。父は政治に熱心でボルドーの市長を務めたことがある。母方はセファルディム（スペイン系ユダヤ人）の家系であった。
ミシェルは6歳になるまで家庭教師のもと専らラテン語を用いて育てられた。ラテン語は当時の学問に必須の知識であったとはいえ、このような教育法は特異であった。
トゥールーズで法学を学び、フランスの法官になった。1557年、ボルドーの高等法院（パルルマン）に務めていたときに、人文主義者エティエンヌ・ド・ラ・ボエシと親しくなった。エティエンヌは1563年に死去したため、モンテーニュは深い悲しみに沈んだ。1565年に結婚。6人の娘が生まれたが、そのうち成人したのは1人である。1568年、父の死によりモンテーニュ城を相続した。1570年、37歳で法官を辞任して故郷に戻り、やがて『エセー（随想録）』の執筆を始めた。
法官辞任後、カトリックのシャルル9世、アンリ3世から侍従（非常勤職）に任ぜられる一方、1577年にはプロテスタントのナヴァール公アンリ（アンリ4世）の侍従にも任ぜられた（アンリは即位前の1584年、1587年にモンテーニュの城館を訪れたことがある）。フランス宗教戦争（1562-1598年）の時代にあって、モンテーニュ自身はローマ・カトリックの立場であったが、プロテスタントにも人脈を持ち、穏健派として両派の融和に努めた。
主著『エセー』（随想録）Essaisを1580年に刊行した（初版、2巻本）。
1580年から1581年にかけてモンテーニュはフランス、ドイツ、オーストリア、スイスを経てイタリアに旅した。この際のさまざまなエピソードや都市ごとの宗教的な違いを詳細に記した原稿がモンテーニュの死後に見つかり、1774年に『旅日記Journal de voyage』 という題名で出版された。
1581年、イタリアに滞在中、ボルドーの市長に選出されたことを聞き、帰還して1585年まで（2期）務め、カトリックとプロテスタントの仲介に努めた。任期の終わり頃から、ボルドーではペストが流行し、モンテーニュもペストを避けて他所に逃れた（1586-1587年）。
モンテーニュは、アンリ4世即位後の1590年、顧問になるよう要請されたが、辞退した。1592年に死去するまで『エセー』の加筆と改訂を続けた。

## エセー
『エセー』（随想録）Essais は、フランスのモラリスト文学の基礎を築いたとも評される、モンテーニュの主著である。法官辞任後、1572年以降に執筆をはじめ、1580年にボルドーで刊行された（初版、2巻本）。1582年に再版され、続いての出版は、1587年にパリとルーアンであった。その後、1588年に第3巻及び初版（2巻）への大幅な加筆を行い刊行した（1588年版という）。以後は新版の出版のために執筆活動をつづけ、晩年も死去の直前まで本の余白に書き込みを行っており、この書き込みも含めて定本とされている。彼の死後1595年、マリ・ド・グネルとピエール・ド・プラクは大きく改訂した新版を出した。
エセーの意味は〈試み〉である。体系的な哲学書ではなく、自らの経験や古典の引用を元にした考察を語っている。宗教戦争下の狂乱の時代の中で、寛容の精神に立ち、正義を振りかざす者に懐疑の目を向けた。プラトン、アリストテレス、プルタルコス、セネカなど古典古代の文献（西洋古典学）からの引用が多く、聖書からの引用はほとんどない点が特徴的である。17世紀のデカルトやパスカルにも多大な影響を与え、後世には無神論の書として禁書（1676年）とされた。
20世紀ドイツ出身の文献学者のアウエルバッハは、著書『ミメーシス』で、『エセー』が初めて人間の生活、自分の生活を近代的な意味で問題にした本であるとした。

## 主な訳書
- 『エセー』（全7巻、宮下志朗訳、白水社、2005年～2016年）
他に 『モンテーニュ　エセー抄』（宮下志朗編訳、みすず書房、新装版2017年）
- 『エセー I　人間とはなにか』、『II　思考と表現』 、『III　社会と世界』（荒木昭太郎編訳、中公クラシックス、2002-2003年）
旧版『世界文学全集5　モンテーニュ』（講談社）、『世界の名著19　モンテーニュ』（中央公論社）。各・編訳版
- 『エセー』（全6巻、原二郎訳、岩波文庫）、ワイド版も刊
他に 『世界古典文学全集 37・38』 、『筑摩世界文学大系 13・14』 筑摩書房
- 『モンテーニュ全集』（全9巻、関根秀雄訳、白水社、新装版1983年）
第1～7巻「随想録」、8巻「旅日記」、9巻「書簡集」
  - 『モンテーニュ　随想録』（全1巻、関根秀雄訳、国書刊行会、2014年）
  - 全集版を改訂 『モンテーニュ旅日記』（斎藤広信共訳、白水社、1992年）
- 『モンテーニュ 随想録』 松浪信三郎訳（河出書房新社（上・下）、1966年）、新装版刊

## 関連書籍
- 荒木昭太郎『モンテーニュ　初代エッセイストの問いかけ』 中公新書、2000年
- 荒木昭太郎『モンテーニュとの対話』 春秋社、2007年
- 荒木昭太郎『モンテーニュ遠近』 大修館書店、1987年
- マイケル・スクリーチ 『モンテーニュとメランコリー　エセーの英知』
荒木昭太郎訳、みすず書房、1996年、著者はタイモン・スクリーチの父
- ロベール・オーロット（フランス語版）『モンテーニュとエセー』 荒木昭太郎訳、白水社〈文庫クセジュ〉、1992年
- 宮下志朗『モンテーニュ　人生を旅するための7章』 岩波新書、2019年
- 保苅瑞穂『モンテーニュ私記　よく生き、よく死ぬために』 筑摩書房、2003年／講談社学術文庫、2015年
- 保苅瑞穂『モンテーニュの書斎　『エセー』を読む』 講談社、2017年
- 山上浩嗣『モンテーニュ入門講義』 ちくま学芸文庫、2022年
- 大西克智『『エセー』読解入門　モンテーニュと西洋の精神史』 講談社学術文庫、2022年
- 大久保康明『モンテーニュ　人と思想』 清水書院（新書判）、2007年、新装版2016年
- ピーター・バーク 『モンテーニュ』 小笠原弘親・宇羽野明子訳、晃洋書房、2001年
- ジャン・スタロバンスキー『モンテーニュは動く』 早水洋太郎訳、みすず書房、1993年
- イヴォンヌ・ベランジェ『モンテーニュ　精神のための祝祭』 高田勇訳、白水社、1993年
- アントワーヌ・コンパニョン（フランス語版）『寝るまえ5分のモンテーニュ　「エセー」入門』 山上浩嗣・宮下志朗訳、白水社、2014年
- 斎藤広信『旅するモンテーニュ　十六世紀ヨーロッパ紀行』法政大学出版局、2012年
- 堀田善衞 『ミシェル 城館の人』 集英社、1991-1994年／集英社文庫、2004年
  - 「第一部 争乱の時代」、「第二部 自然 理性 運命」、「第三部 精神の祝祭」